# Кужадон
Кужадон — деревня в Дальнеконстантиновском районе Нижегородской области. Входит в состав Тепелевского сельсовета.

## География
Деревня находится в 7 км от посёлка городского типа Дальнее Константиново, административного центра района, и 67 км от города Нижний Новгород, административного центра области.

### Часовой пояс
Деревня Кужадон, как и вся Нижегородская область, находится в часовой зоне МСК (московское время). Смещение применяемого времени относительно UTC составляет +3:00.

## История
В «Списке населенных мест» Нижегородской губернии по данным за 1859 год значится как владельческая деревня при речке Кирметь в 56 верстах от Нижнего Новгорода. В деревне насчитывалось 92 двора и проживало 539 человек (280 мужчин и 259 женщин). В национальном составе населения преобладали терюхане.

## Население
| 2002 | 2010 |
| ---- | ---- |
| 108  | ↘72  |

### Национальный состав
Согласно результатам переписи 2002 года, в национальной структуре населения русские составляли 96 % из 108 чел.

## Известные уроженцы
- Чечев, Александр Александрович (1899—1964) — советский работник органов госбезопасности, полковник.